# Lilium taliense
Lilium taliense (chinesisch 大理百合, Pinyin Dàlǐ bǎihé), Synonym auch Lilium feddei ist eine Art aus der Gattung der Lilien (Lilium) in der Asiatischen Sektion innerhalb der Familie der Liliengewächse (Liliaceae).

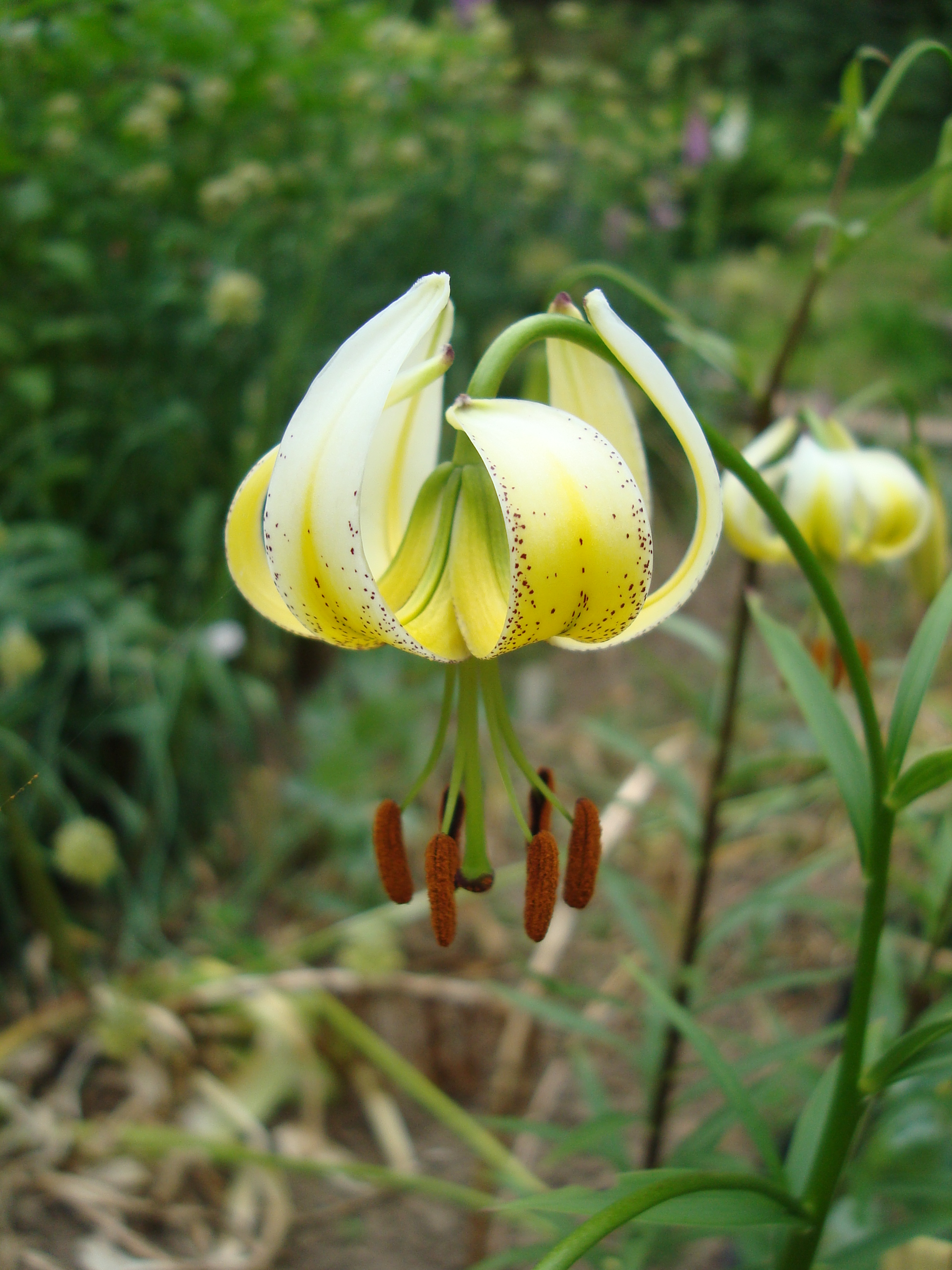
Blüte

## Beschreibung
Lilium taliense ist eine ausdauernde krautige Pflanze, die Wuchshöhen von 70 bis 150 Zentimetern erreicht. Der Stängel ist an der Oberfläche papillös und manchmal purpurn gepunktet. Die frei um den Stängel verteilten Laubblätter sind linealisch oder schmallanzettlich, zwischen 8 und 10 cm lang und 6 bis 8 mm breit. Sie sind 1-nervig und am Blattrand papillös.
Sie blüht von Juli bis August mit zwei bis fünf (in Kultur auch bis zu 13) in einer Rispe nickenden, duftenden Blüten. Die zwittrigen Blüten sind dreizählig. Die sechs Blütenhüllblätter (Tepalen) sind oval bis lanzettlichoval und 4,5 bis 5 cm lang sowie etwa 1 cm breit. Die inneren Tepale sind leicht breiter als die Äußeren. Die Grundfarbe der Blüten ist weiß mit purpurnen Punkten. Die Antheren sind 8 bis 10 mm lang, die Pollen sind orange bis braun und die Filamente sind etwa 3 cm lang. Der Griffel ist 1,5 bis 1,7 cm lang und die Narbe ist 1,4 cm bis zu 1,6 cm stark. Die Nektarien sind weder papillös noch bewimpert. Die Samen reifen im September in etwa 3,5 cm langen und 2 cm breiten ovalen, braunen Samenkapseln heran.
Die Zwiebeln sind oval und erreichen einen Durchmesser von etwa 2,5 cm. Sie sind mit weißen lanzettförmigen Schuppen überzogen.
Die Chromosomenzahl beträgt 2n = 24.

## Verbreitung
Lilium taliense wächst an grasigen Hängen oder in Gebirgswäldern in Höhenlagen von 2600 bis 3600 m NN.
Die Art ist in den Provinzen Sichuan und Yunnan in der Volksrepublik China verbreitet. Ein ungesichertes Vorkommen soll sich im Autonomen Gebiet Tibet befinden.

## Taxonomie und Systematik
Lilium taliense wurde 1892 durch Adrien René Franchet in Journal de Botanique (L.Morot) Band 6, Seite 319 erstbeschrieben.
Neben dem nominotypischen Taxon Lilium taliense var. taliense existiert noch eine bislang nicht beschriebene Varietät mit dem vorgeschlagenen Namen Lilium taliense var. kaichen, die gelbe Blüten hat und im Autonomen Kreis Muli in Sichuan gefunden wurde. Der Name Kaichen leitet sich vom Namen eines botanischen Gartens eben dort ab, in dem die Unterart zuerst entdeckt wurde. Ein Exemplar befindet sich in Kultur im botanischen Garten von Edinburgh.